# Bartholomaeus Arnoldi
Bartholomaeus Arnoldi, OSA, dito de Usingen (em alemão:  Bartholomäus Arnoldi von Usingen; 1465, Usingen – 9 de setembro de 1532 (67 anos), Erfurt), foi um frade agostiniano e doutor em teologia que ensinou Martinho Lutero e que depois se tornou um de seus primeiros e mais próximos adversários.

## Vida
Geralmente chamado apenas de Usingen por causa de sua cidade-natal, Arnoldi recebeu sua graduação em 1491 e foi promovido a doutor em teologia em 1514. Por trinta anos, assumiu as cadeiras de filosofia e teologia na Universidade de Erfurt e, com Jodocus Trutfetter, foi um de seus principais professores. Ali era popular dos jovens humanistas que frequentavam a universidade.
Um dialético e lógico, Usingen foi professor de Lutero nas duas disciplinas. Depois do curso, Lutero o considerava afetuosamente e, depois da Disputa de Heidelberg, em maio de 1518, os dois viajaram de Würzburg para Erfurt. No trajeto, Lutero tentou demover Unsingen de sua lealdade para com a Igreja Católica. Em 1521, durante uma revolta contra o sacerdócio que resultou na pilhagem de propriedades da igreja, Usingen denunciou os rebeldes no púlpito. Em 1522, ele deu uma série de sermões na Catedral de Erfurt em defesa da igreja acusando autoridades civis e eclesiásticas de inação e prevendo uma revolução, que se materializaria depois na Guerra dos Camponeses. Um primeiro tratado (1522), considerado controverso, foi dirigido contra a pregação de Johannes Cuelsamer e Aegidius Mechler. A ele se seguiram muitos outros.
Sua atitude anti-Reforma e suas vociferações acabaram por azedar sua relação com Lutero, que atacou seu antigo professor. Usingen se mudou para Würzburg em 1526 e, em 1530, acompanhou Conrad von Thüngen, o bispo de Würzburg, até a Dieta de Augsburgo. Morreu em Würzburg em 9 de setembro de 1532.